# Valfrid Perttilä

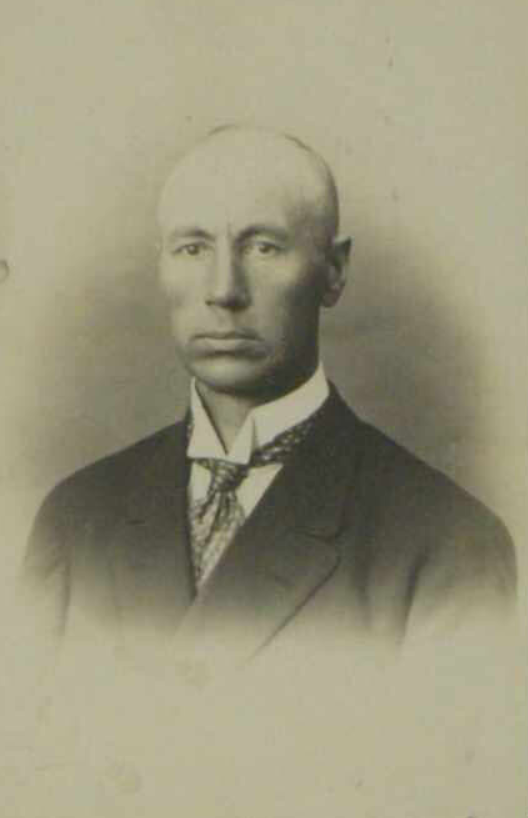
Valfrid Perttilä i Sverige år 1918.

Valfrid Perttilä, född 23 september 1878 i Storkyro, död 17 augusti 1953 i Kondopoga, var en finländsk politiker som var riksdagsledamot för det socialdemokratiska parti 1907–1914 och 1917.
Perttilä var fabriksarbetare i Helsingfors från 1893 och valdes som riksdagsledamot år 1907. Under Finska inbördeskriget Perttilä var ordförande av Arbetarnas centralråd. Efter kriget han flydde till Sovjetryssland och levde som politisk flykting i Stockholm sedan december 1918. Perttilä återvände till Ryssland år 1920 och arbetade som journalist i Leningrad. Perttilä levde sina sista år i Karelska ASSR där han dog år 1953.